# Jakob Friedrich Ehrhart
Jakob Friedrich Ehrhart, född 4 november 1742 i Holderbank, Schweiz, död 26 juni 1795 i Hannover, var en tysk apotekare och botaniker av schweizisk härkomst.

## Biografi
Jakob Friedrich Ehrharts föräldrar var Johannes Ehrhart och Magdalena, född Wild. Hant var från 1773 till 1776 en av Linnés elever i Uppsala. Åren 1780–1783 begav sig Ehrharpå uppdrag av kurfurstendömet Hannovers regering för botaniska syften och blev i anslutning kurfurstlig botaniker och dessutom föreståndare för Herrenhausens slottsträdgård vid Hannover.
Ehrhart är av särskild betydelse, då taxonet underart går tillbaka på honom, vilket han 1780 använde för första gången och 1784 definierade för första gången.
Auktorsnamnet Ehrh. kan användas för Jakob Friedrich Ehrhart i samband med ett vetenskapligt namn inom botaniken; se Wikipediaartiklar som länkar till auktorsnamnet.

## Hederstaxon
Växtsläktet Ehrharta (auktor: Thunb.) i familjen gräs (Poaceae) är uppkallat efter honom.

## Verk
- Ehrhart, J.F. 1776. Chloris hanoverana.
- Ehrhart, J.F. 1781. Supplementum systematis vegetabilium, generum et specierum plantarum.
- Ehrhart, J.F. 1787–1792. 7 band. Beiträge zur Naturkunde, und den damit verwandten Wissenschaften, besonders der Botanik, Chemie, Haus- und Landwirthschaft, Arzneigelahrtheit und Apothekerkunst. [Ofta omnämnd som Beiträge zur Naturkunde.] doi:10.5962/bhl.title.44806
- Ehrhart, J.F. 1790. Versuch eines Verzeichnisses der um Upsal wild wachsenden Pflanzen.